# 核苷酸基转移酶
核苷酸转移酶（nucleotidyl transferase）是将核苷酸从一物质转移至另一物质的酶。包括末端核苷酸转移酶，DNA聚合酶，RNA聚合酶。
末端核苷酸转移酶（terminal nucleotidyl transferase）
这是一种在反应混合物中有任何碱基存在时能使DNA链在3′—OH端延伸的酶。可用于遗传载体的构建以产生同聚物粘性尾巴，以便达到将过客DNA拼接在质粒上的目的过客DNA和质粒分别有如聚腺苷酸和聚胸苷酸的互补碱基，因而易于退火并连接在一起，末端核苷酸转移酶在成年骨髓细胞中也表达，并产生免疫球蛋白的多样性。
DNA聚合酶（DNA polymerase）
原核生物的DNA聚合酶有3种，真核生物有5–6种主要DNA聚合酶，这些DNA聚合酶有聚合功能。
RNA聚合酶（RNA polymerase）
依赖于DNA的RNA聚合酶，以DNA为模板合成RNA。在原核生物中，一种聚合酶合成细胞所有RNA。真核生物RNA聚合酶有四个亚基，即α、β、β′和σ。大的β亚基在进化上是高度保守性的，它们与其他亚基一起是聚合的主要工具。原核生物RNA聚合酶的分子量约为500×103。α亚基识别启动子，β′亚基与DNA结合，而β亚基在RNA聚合作用中有活性。σ对起始转录是必要的。它通过打开DNA双螺旋以便让RNA聚合酶进行聚合作用这样一种特殊方式来起始转录的。真核生物的细胞器含有原核生物型RNA聚合酶。真核生物RNA聚合酶II约有10个亚基，所以要稍大一些。在宽广的系统发生范围内高度同源，最大的两个亚基与原核生物的β亚基相似。在真核细胞中有3种不同的依存在DNA的RNA聚合酶（I,II,III）。RNA聚合酶复制RNA病毒的基因组。这些酶与DNA聚合酶不同，没有校读功能，结果其错误发生率在每一个核苷酸10−3 至10−4 范围内，从而引起RNA病毒的极端多样性。